# Limnophora terrestris
Limnophora terrestris este o specie de muște din genul Limnophora, familia Muscidae, descrisă de Paterson în anul 1955. Conform Catalogue of Life specia Limnophora terrestris nu are subspecii cunoscute.